# Ябланиця (Севниця)
Ябланиця (словен. Jablanica) — поселення в общині Севниця, Споднєпосавський регіон, Словенія. Висота над рівнем моря: 408,6 м.